# Lake of the Woods (Arizona)
Lake of the Woods è un census-designated place (CDP) degli Stati Uniti d'America, situato nello stato dell'Arizona, nella contea di Navajo.